# Ognon (fiume)
L'Ognon è un fiume della Francia orientale, affluente di sinistra della Saona, lungo 215 km. Nasce a Château-Lambert, nel dipartimento dell'Alta Saona, sui Vosgi, e sfocia presso Perrigny-sur-l'Ognon, nella Côte-d'Or.

## Corso dell'Ognon
Lungo 213.6 km, nasce a Château-Lambert, sul versante sud del massiccio dei Vosgi (a 904 m s.l.m.) e scorre essenzialmente nel dipartimento dell'Alta Saona, la seconda metà del suo corso funge da confine con il vicino dipartimento del Doubs, poi con quello del Giura. Gli ultimi chilometri li percorre nella Côte-d'Or.
Esso si getta nella Saona a Heuilley-sur-Saône, a una ventina di chilometri a sud-ovest (a valle) di Gray (a 185 m d'altezza).

## Affluenti
I suoi affluenti più importanti sono: 
- alla sinistra orografica:
  - Il Rahin
  - Il Scey (affluente: lo Rognon)
- alla destra orografica :
  - La Reigne
  - La Linotte
  - La Résie
  - La Buthiers

## Comuni attraversati

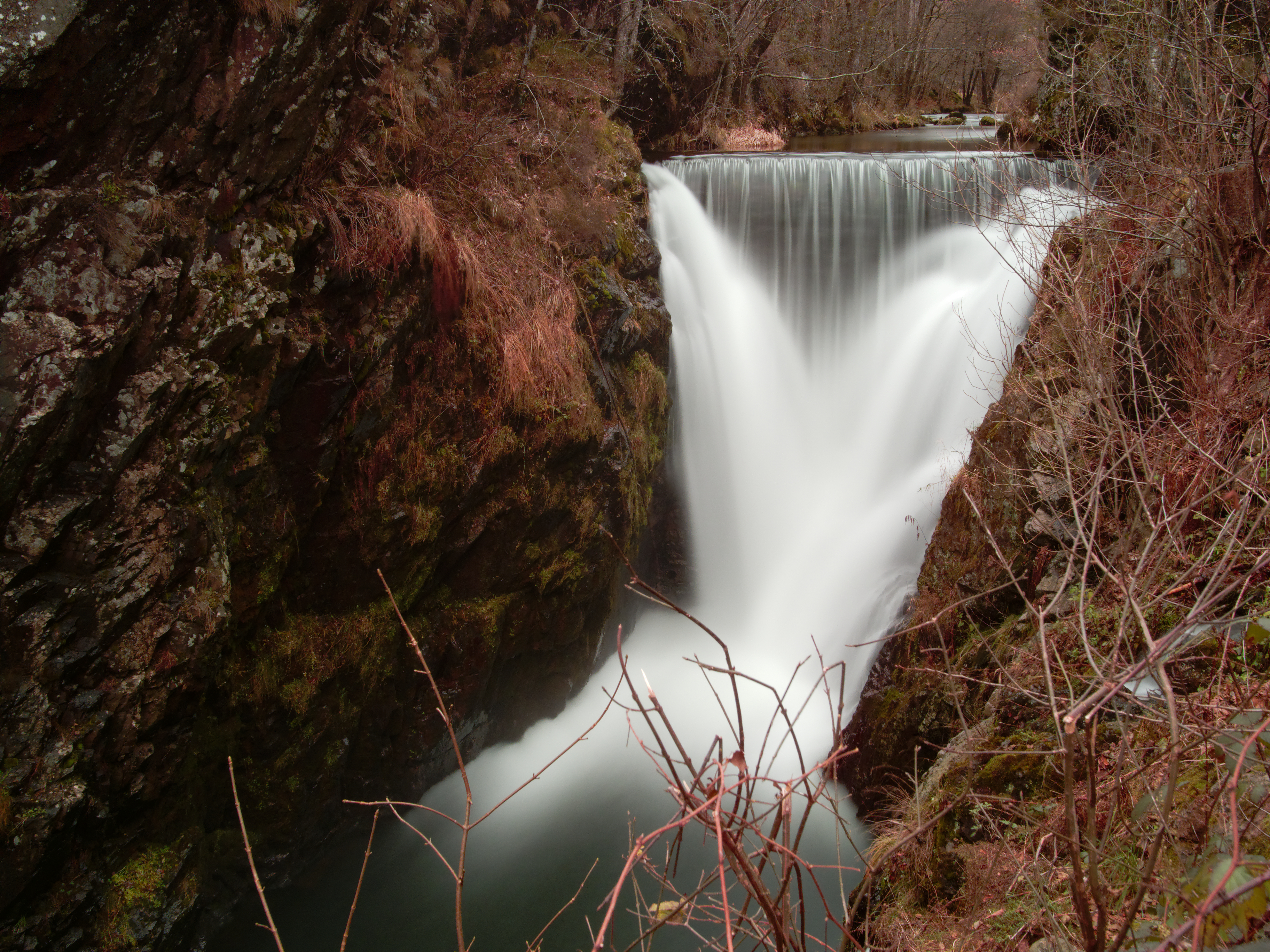
Saut de l'Ognon a Servance.

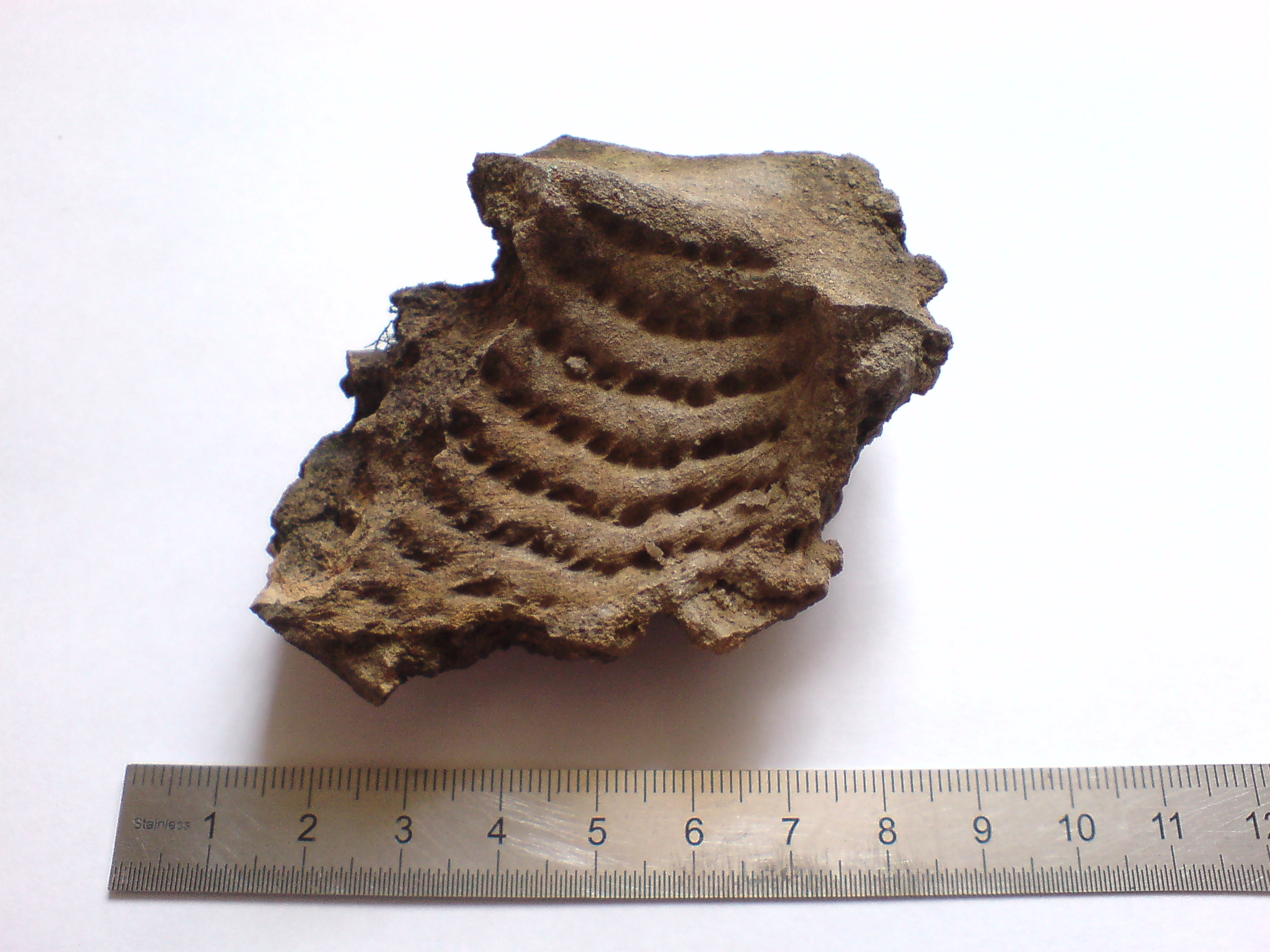
A monte di Bonnal vi sono alcuni fossili sulle sue sponde.

Bagna Servance, Mélisey, Lure, Villersexel, Montbozon, Marnay, Pesmes e confluisce nella Saona a monte di Pontailler.
Il Saut de l'Ognon, presso Servance, è un luogo turistico. La canoa è praticata tra Villersexel e Bonnal, come ai piedi del castello di Marnay. Pure su questo tratto si trova qualche fossile.